# Anton Heimerl
Anton Heimerl (ur. 15 lutego 1857 w Budapeszcie, zm. 4 marca 1943 w Wiedniu) – austriacki botanik i mykolog.

## Życiorys
Studiował nauki przyrodnicze na Politechnice i Uniwersytecie Wiedeńskim. W 1885 r. zdał egzamin nauczycielski z historii naturalnej i chemii, w 1889 r. uzyskał doktorat z filozofii. W latach 1878–1884 był asystentem botaniki i zoologii na Politechnice Wiedeńskiej, od 1885 pracował jako profesor gimnazjum w Wiedniu. Opublikował wiele podręczników; jego specjalnością była flora Południowego Tyrolu.
Specjalizował się w badaniach nad rodziną roślin nocnicowatych (Nyctaginaceae). Był autorem rozdziałów dotyczących Nyctaginaceae, Phytolaccaceae i Achatocarpaceae w 16 tomie „Die Natürlichen Pflanzenfamilien” wydanym w 1934 roku. Zajmował się także grzybami i opisał wiele nowych ich gatunków, m.in. Thelebolus microsporus, Trichobolus zukalii.
W naukowych nazwach utworzonych przez niego taksonów dodawane jest jego nazwisko Heimerl.